# SDHAF2
SDHAF2‏ (Succinate dehydrogenase complex assembly factor 2) هوَ بروتين يُشَفر بواسطة جين SDHAF2 في الإنسان.